# HD 150745
HD 150745，又名CP-58 6889，SAO 244122、HR 6215，是一颗恒星，视星等为5.74，位于銀經329.77，銀緯-8.48，其B1900.0坐标为赤經16h 37m 48.9s，赤緯-58° -8.48′ 3″。